# ふるさとの森スポーツパーク
ふるさとの森スポーツパーク（ふるさとのもりスポーツパーク）は、福島県郡山市田村町小川にあるスポーツ施設である。
開成山公園の野球場や陸上競技場などと異なり、原則として各施設に観客席は設けられていない。また、体育館を除き、夜間は利用できない。

## 施設

### 野球場
1993年開場。両翼90m、中堅120mでグラウンド面積は15,017m2。観客席はなく、観戦は立ち見となる。主にアマチュアの軟式野球に使用される。郡山市公共施設案内・予約システムにて利用予約が可能。

### ソフトボール場
1993年開場。両翼68m、中堅68mのグラウンドが2面あり、面積は27,978m2。観客席はなく、観戦は立ち見。郡山市公共施設案内・予約システムにて利用予約が可能。

### 体育館
1993年開場。競技場面積は990m2で、バスケットボール2面、バレーボール2面、家庭バレーボール2面、バドミントン4面、インドアテニス1面、卓球10台、フットサル2面のいずれかで使用可能。トレーニング室なし。シャワー室あり。郡山市公共施設案内・予約システムにて利用予約が可能。

### スポーツ広場
1993年開場。面積は14,256m2で、サッカー1面、ソフトボール2面などで使用可能。郡山市公共施設案内・予約システムにて利用予約が可能。

## 近隣の施設
- 郡山市東山悠苑 - 市営の火葬場
- 東山霊園

## アクセス
- バス（JR郡山駅より福島交通）
  - JR郡山駅西口2番バス乗り場より「新国道経由東山霊園」行→「東山霊園」下車（所要時間約30分）、徒歩20分

- 乗用車
  - JR郡山駅前より福島県道65号小野郡山線、福島県道54号須賀川三春線を経由して約9km（所要時間約20分）